# مايلز هنت
مايلز هنت (بالإنجليزية: Miles Hunt)‏ هو كاتب أغاني بريطاني، ولد في 29 يوليو 1966 في برمنغهام في المملكة المتحدة.

## وصلات خارجية
- الموقع الرسمي
- مايلز هنت على موقع IMDb (الإنجليزية)
- مايلز هنت على موقع ميوزك برينز (الإنجليزية)
- مايلز هنت على موقع أول ميوزيك (الإنجليزية)
- مايلز هنت على موقع ديسكوغز (الإنجليزية)
- مايلز هنت على موقع قاعدة بيانات الفيلم (الإنجليزية)